# مدرسة أبو ظبي الدولية
مدرسة أبو ظبي الدولية الخاصة ( بالحروف اللاتينية : Madrasaẗ Ābu Ẓabi Al-Dawliyyah Al-H̱aṣa) (عادةً ما يتم اختصارها إلى Abu Dhabi International (Pvt.) School أو فقط AIS) هي مدرسة دولية خاصة مرخصة من قبل وزارة التربية والتعليم ومقرها أبو ظبي في الإمارات العربية المتحدة. تقدم المدرسة منهجًا أمريكيًا، بالإضافة إلى الشهادة العامة الدولية للتعليم الثانوي (IGCSE)  وبرامج البكالوريا الدولية (IB).  تأسست عام 1992 من قبل المشرفة الحالية جيهان نصر.

## الحرم الجامعي
المدرسة لديها حاليا حرمين جامعيين. تم افتتاح أول حرم جامعي في عام 1992. يقع على الجزيرة الرئيسية لإمارة أبوظبي في شارع الكرامة. تشمل مرافق المدرسة مكتبة وملعب لكرة القدم وغرفة للصلاة وصالة للألعاب الرياضية وأربعة مختبرات وغرفة للفنون وغرفة موسيقى. يضم الحرم الجامعي 1402 طالبًا و 95 موظفًا. تم افتتاح الحرم الجامعي الأحدث في منطقة مدينة محمد بن زايد بأبو ظبي في عام 2016. تضم 2616 طالبًا و 183 موظفًا. اعتبارًا من الآن، يتم تقديم منهج IGCSE في الحرم الجامعي الأول، بينما يقدم الحرم الجامعي في مدينة محمد بن زايد البرامج الأمريكية وبرامج البكالوريا الدولية.

## الاعتماد الاكاديمي
تم اعتماد مدرسة أبوظبي الدولية من قبل لجان الاعتماد الدولي وعبر الإقليمي (CITA)، وهي معتمدة حاليًا من قبل جمعية الاعتماد الأمريكية الدولية (AIAA).  تم اعتماد المدرسة من قبل البكالوريا الدولية لتقديم برنامج دبلوم البكالوريا الدولية للطلاب في الصفين الحادي عشر والثاني عشر في عام 2005. تم ترخيص حرمها الجامعي محمد بن زايد في عام 2015. 

## الطلاب والموظفين
تقدم المدرسة خدماتها التعليمية لما مجموعه 4018 طالبًا ووظائف لما مجموعه 275 موظفًا. طلابهم وموظفوهم من أكثر من 60 جنسية. المدرسة مختلطة في جميع المراحل الدراسية.

## منهاج دراسي
توفر مدرسة أبوظبي الدولية لطلابها ثلاثة مناهج: المنهج الأمريكي، ومنهج الشهادة العامة الدولية للتعليم الثانوي (IGCSE)، ومنهج البكالوريا الدولية (IB). الطلاب في المدرسة من روضة الأطفال حتى الصف التاسع يتبعون المنهج الأمريكي. يختار طلاب المدارس الثانوية بين دبلوم المدرسة الثانوية الأمريكية أو برنامج IGCSE أو برنامج دبلوم البكالوريا الدولية.

## الرسوم الدراسية
يمكن دفع الرسوم الدراسية (2022/2023) في مدرسة أبوظبي الدولية على ثلاثة أقساط:
1. يتم دفع الرسوم الأولى في وقت التسجيل ويجب تسويتها قبل أغسطس
2. يجب تقديم الرسوم الثانية عن طريق شيك مؤجل بتاريخ ديسمبر أو قبل ذلك
3. يجب تقديم الرسوم الثالثة عن طريق شيك مؤجل بتاريخ مارس أو قبل ذلك يمكن الدفع نقدًا أو بشيك أو عن طريق بطاقات الائتمان بالكامل. استنادًا إلى قواعد ولوائح دائرة التعليم والمعرفة، سيتم استرداد المبالغ المستردة إذا اضطر الطالب إلى مغادرة المدرسة قبل نهاية العام الدراسي. الرسوم الدراسية لحرم مدينة محمد بن زايد للعام الدراسي 2022-2023 هي كما يلي:

| رتبة  | مصاريف | كتب  | الرسوم الكلية | رسوم التسجيل تدفع في سماح بالدخول | دفعة أولى مستحق الدفع أغسطس 2022 |
| ----- | ------ | ---- | ------------- | --------------------------------- | -------------------------------- |
|       |        |      |               | غير قابل للاسترجاع                | الفصل الأول                      |
| كلغ   | 30800  | 500  | 31300         | 1500                              | 10700                            |
| تجهيز | 30800  | 900  | 31700         | 1500                              | 11100                            |
| 1     | 36000  | 2300 | 38300         | 1500                              | 14300                            |
| 2     | 36000  | 1900 | 37900         | 1500                              | 13900                            |
| 3     | 37600  | 2000 | 39600         | 1500                              | 14500                            |
| 4     | 37600  | 1800 | 39400         | 1500                              | 14300                            |
| 5     | 39،200 | 1800 | 41000         | 1500                              | 14800                            |
| 6     | 39،200 | 1700 | 40900         | 1500                              | 14700                            |
| 7     | 41600  | 2200 | 43800         | 1500                              | 16000                            |
| 8     | 41600  | 2200 | 43800         | 1500                              | 16000                            |
| 9     | 44000  | 2700 | 46700         | 1500                              | 17300                            |
| 10    | 44000  | 2500 | 46500         | 1500                              | 17100                            |
| 11    | 46400  | 2400 | 48800         | 1500                              | 17900                            |
| 12    | 46400  | 2000 | 48400         | 1500                              | 17500                            |

كل هذه الأرقام بالدرهم الإماراتي. لا تشمل الرسوم الدراسية تكلفة الكتب والزي المدرسي. تكلفة النقل بالحافلة 4500 درهم إماراتي.

## النوادي والأنشطة
المدارس لديها برنامج خارج المنهج الذي يوفر مجموعة متنوعة من النوادي التي تلبي احتياجات واهتمامات الطلاب. الغرض من هذه النوادي هو تعليم الطلاب مهارات وتقنيات جديدة وتحسين مهاراتهم وتقنياتهم الحالية. تشمل هذه الأندية نادي كرة القدم ونادي كرة السلة ونادي الفنون ونادي التصوير الفوتوغرافي ونادي المناظرة والخطابة. تضم المدرسة فرقًا من الرجال والنساء في الصفوف العليا والمبتدئين لكرة القدم وكرة السلة والكرة الطائرة، وقد شاركت في العديد من البطولات المدرسية في جميع أنحاء البلاد.

## الانتماءات
تعمل المدرسة مع العديد من الشركات والمؤسسات لصالح الطلاب. يستخدم المجتمع المحيط لإثراء تجارب طلابهم. يتم سرد بعض الانتماءات المدرسة أدناه:
- الأمم المتحدة النموذجية
- مدينة الشيخ خليفة الطبية
- منظمة تيري فوكس
- فنادق ومنتجعات شيراتون
- مهرجان أبوظبي السينمائي
- ياس ووتر وورلد أبوظبي
- بطولة أبوظبي للجولف

## تقرير فحص دائرة التعليم والمعرفة
- تم منح كلا الحرمين الجامعيين تصنيف "جيد جدًا" من قبل دائرة التعليم والمعرفة بأبو ظبي مما يجعلهما مدرستين من الدرجة الأولى. [5]